# 倉敷市立磯崎眠亀記念館
倉敷市立磯崎眠亀記念館（くらしきしりついそざきみんききねんかん）とは、岡山県倉敷市茶屋町にある記念館である。磯崎眠亀の旧宅およびい草の手織体験施設である「花むしろ工房」からなる。日本遺産「一輪の綿花から始まる倉敷物語」を構成する文化財の一つである。

## 概要
明治時代に花筵（かえん，はなむしろ）のひとつである錦莞筵(きんかんえん)を創作した磯崎眠亀の功績を記念し，眠亀が使用していた建物、作品及び関係資料を一般に公開するとともに、花莚の製作技術に関する学習の機会を提供することにより、市民の教養及び文化の向上に寄与することを目的として設立された。眠亀に関する資料や錦莞筵(きんかんえん)、眠亀が発明した織機の復元機を展示している。
建屋は、木造2階建の入母屋造本瓦葺であり、1874年（明治7年）に眠亀の住宅兼作業場として建築された。その後、修理を経て、1988年（昭和63年）に「倉敷市立磯崎眠亀記念館」として公開された。建屋の特徴として、荷物の搬送のために1階と2階とはスロープで結ばれており、さらに土間の吹き抜け部分には滑車が取り付けられている。式台形式の玄関の戸は、菱形の桟（さん）が入り、回転と横滑りによって開閉する。2階の窓に取り付けられた雨戸は、外に向けて突き出す動きをする。
2000年（平成12年）11月18日、登録有形文化財に登録された。2015年（平成27年）1月に『花むしろ工房』が開館し、い草の手織を体験することができる。

## 休館日・料金

### 休館日
- 月曜日[7]（休日の場合開館）[8]
- 年末年始(12月28日から翌年1月4日まで)[7]

### 料金
- 無料[9]

## アクセス

### 鉄道
- 西日本旅客鉄道（JR西日本）宇野線（宇野みなと線）・本四備讃線（瀬戸大橋線）茶屋町駅すぐ

### バス
- 下電バス磯崎眠亀記念館前